# Pierric Bailly
Pierric Bailly, né le 14 août 1982 à Champagnole dans le Jura, est un écrivain français.

## Biographie
Pierric Bailly passe son enfance à La Frasnée, à Poids-de-Fiole et à Lons-le-Saunier.
Après des études secondaires à Lons, il s'installe à Montpellier où il suit des cours de cinéma à l'université Paul-Valéry. Il revient ensuite dans le Jura où il travaille en usine, vit quelque temps en région parisienne, à Grenoble et à Nîmes, avant de se fixer à Lyon.
En 2017, il publie son quatrième roman, L'Homme des bois, qui est récompensé par le premier prix Blù Jean-Marc Roberts.

## Œuvres

### Romans
- 2008 : Polichinelle (P.O.L)  (ISBN 978-2-84682-303-6)[3]
- 2011 : Michael Jackson (P.O.L)  (ISBN 978-2-84682-259-6)[4],[5]
- 2016 : L’Étoile du Hautacam (P.O.L)  (ISBN 978-2-8180-2127-9)
- 2017 : L'Homme des bois (P.O.L)  (ISBN 9782818041833)
- 2020 : Les Enfants des autres (P.O.L.)  (ISBN 978-2-8180-4811-5)
- 2021 : Le Roman de Jim (P.O.L.)  (ISBN 978-2-8180-5239-6), adapté au cinéma sous le même titre, en 2024, par Arnaud et Jean-Marie Larrieu
- 2023 : La Foudre (P.O.L.)  (ISBN 978-2-8180-5851-0)[6]

### Récits
- 2021 : À la pointe (Cambourakis)  (ISBN 978-2-36624-617-9)

## Prix et distinctions
- 2017 : Prix Blù Jean-Marc Roberts[2] pour L'Homme des bois